# Tuvtjärnen, Norrbotten
Tuvtjärnen är en sjö i Bodens kommun i Norrbotten och ingår i Altersundets huvudavrinningsområde.